# Warnow, Nordwestmecklenburg
Warnow är en kommun i Landkreis Nordwestmecklenburg i förbundslandet Mecklenburg-Vorpommern i Tyskland.
I kommunen ingår orterna Bössow, Gantenbeck, Großenhof, Thorstorf och Warnow.
Kommunen ingår i kommunalförbundet Amt Grevesmühlen-Land tillsammans med kommunerna Bernstorf, Gägelow, Roggenstorf, Rüting, Stepenitztal, Testorf-Steinfort och Upahl.